# Litomanzia
La litomanzia è una pratica divinatoria che consiste nel predire il futuro utilizzando rocce o la luce da esse riflessa. Questa pratica è particolarmente diffusa nelle Isole britanniche.

## Storia
Il primo rituale di litomanzia documentato proviene da Fozio, patriarca di Costantinopoli nel IX secolo, che descrisse un medico di nome Eusebio condurre pratiche divinatorie per mezzo di una piccola pietra, definita baetulum. Secondo altre fonti, però, già Eleno aveva predetto la distruzione della città di Troia ricorrendo alla litomanzia.

## Pratica
In litomanzia possono essere lanciate due, tre o un numero indefinito di pietre per ottenere i responsi cercati di volta in volta. Un popolare rito litomantico prevede l'utilizzo di 13 pietre da lanciare su una tavoletta; ognuna di esse rappresenta un concetto diverso: la fortuna, la magia, l'amore, il futuro, la vita domestica e il significato astrologico di alcuni pianeti (Mercurio, Venere, Marte, Giove, Saturno), del Sole e della Luna.